# Kollegium der Oberalten
Das Kollegium der Oberalten ist eine Vereinigung von jeweils drei Gemeindeältesten der Hamburger Hauptkirchen:
- St. Petri

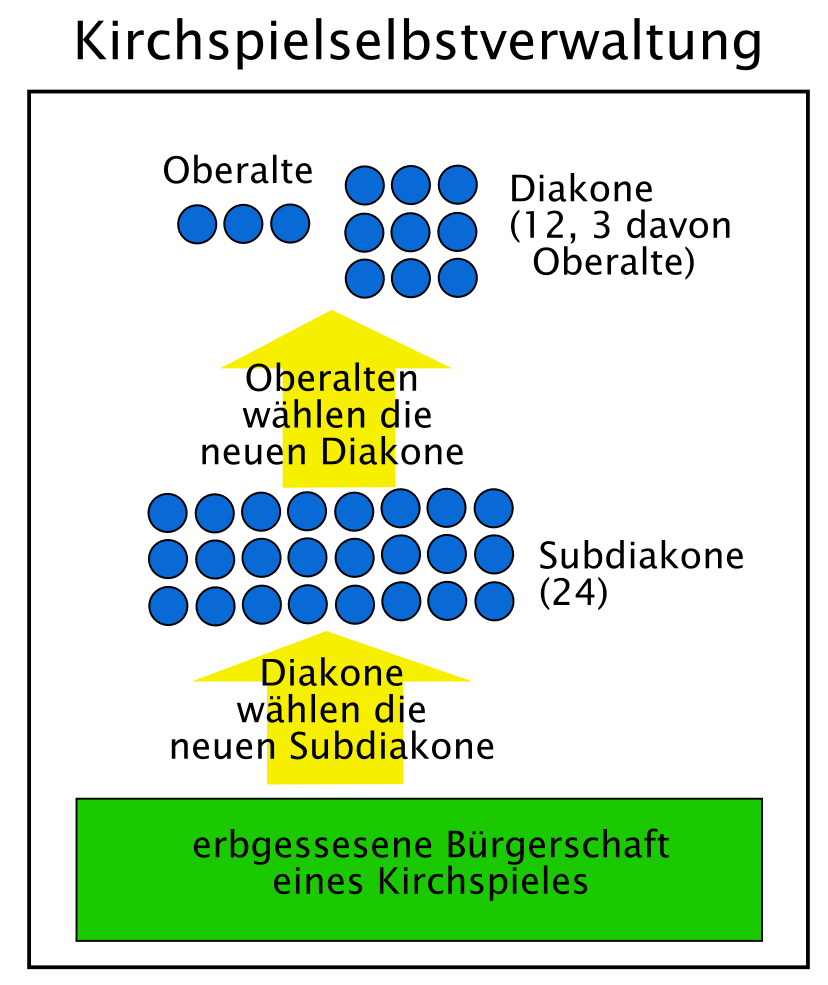
Wahl der Oberalten durch kirchliche Gliederungen

- St. Nikolai (Harvestehude), früher St. Nikolai (Altstadt)
- St. Katharinen
- St. Jacobi
- St. Michaelis, bekannter als „Michel“

Das Kollegium existiert seit 1528.

## Geschichte
In den 1520er Jahren hielt die Reformation in Hamburg Einzug. Johannes Bugenhagens Schrift Vom christlichen Glauben und rechten guten Werken veranlasste zunächst das Nikolai-Kirchspiel, sich eine Gotteskastenordnung zur Versorgung der Armen zu geben. Die Spenden wurden von 12 aus der Gemeinde gewählten Diakonen verwaltet. Die anderen drei Kirchspiele (St. Michaelis gab es damals noch nicht) schlossen sich an. Im Langen Rezess von 1529 ernannte die Hamburgische Bürgerschaft die 48 Armenpfleger zu ständigen Vertretern der Bürger gegenüber dem Rat. In der Kirchenordnung von 1529 kam zu den vier Gemeindegotteskästen noch ein „Hauptkasten“ hinzu. Dazu kam die Verwaltung des Heilig-Geist-Spitals, des in ein Armenhaus umgewandelten Franziskanerklosters und weiterer Stiftungen. Unter den Diakonen jedes Kirchspiels sollten in einem komplizierten Wahlverfahren vom Rat und dem Diakonenkollegium je 4 Oberalte gewählt werden, von denen jeweils drei die Schlüssel des Armenkastens der Gemeinde verwahrten, während die übrigen vier gemeinsam die Aufsicht über den Hauptkasten innehatten. Eine ähnliche Ordnung entwarf Bugenhagen auch für Lübeck, wo die Rolle der politischen Vertretung jedoch vom Bürgerausschuss der 64 übernommen werden sollte, während sich die Aufgabe der Oberalten auf die Armenfürsorge beschränkte. Das Scheitern des Bürgermeisters Jürgen Wullenwever führte aber dazu, dass dieses Modell nie in Anwendung kam. In Hamburg dagegen wuchs der politische Einfluss der Oberalten in den folgenden Jahrhunderten.
Während die ersten Oberalten die Anführer der reformatorischen Bewegung in Hamburg gewesen waren, rekrutierte das Kollegium sich bereits eine Generation später aus denselben Kreisen wie der Rat. Die Diakone rekrutierten neue Mitglieder bald wie der Rat durch Selbstergänzung. Die Oberalten wurden nach dem Senioritätsprinzip aus dem Kreis der Diakone bestimmt, weshalb das Kollegium, dessen Mitglieder früher auf Lebenszeit gewählt wurden, bald vergreiste und als „Überalte“ verspottet wurde.
Mit der Hamburgischen Verfassung von 1860 verlor das Kollegium der Oberalten seine politische Funktion. Heute bildet es das Kuratorium für das Hospital zum Heiligen Geist, eine große Hamburger Seniorenwohnanlage. Seine Mitglieder scheiden nach ihrem 75. Geburtstag aus.

## Oberalte 1528 bis 2000

### 16. Jahrhundert
- 1528: Götke Möller, Hermann Soltow, Detlev Schuldorp, Joachim Möller, Joachim von der Fechte, Carsten Keding, Meino von Eitzen, Hinrick Davorde, Joachim Wullenweber,[4] Hans Hartmann, Dierich Bödeker, Hans von Bergen
- 1529: Claus Rodenborg, Nikolaus Hartiges, Cord Goldener, Tolen Anckelmann, Michael Panning, Hinrich Schowenborg
- 1531: Hinrich Rademaker
- 1532: Johann Rentzel, Thomas Koppen, Friedrich Ostra, Peter Hesterberch
- 1533: Carsten Sander, Hans Hesterberch, Claus Hollmann
- 1534: Claus von der Hoye
- 1535: Jacob Shiphower, Hermann Verken
- 1536: Joachim Rentzel
- 1537: Herbert von der Hude
- 1540: Cordt Kruse, Werner Werneken, Lüdeke Rull
- 1543: Hermann Schele
- 1544: Hans Kalenberch
- 1546: Hinrich Rheder
- 1547: Hinrich Schütte
- 1548: Anton Ehlers, Dierk Berstenborstel, Hans Eggers
- 1549: Paul Gerckens
- 1551: Reineke Reineken, Joachim Amelinghusen
- 1552: Klaus Korvemaker
- 1555: Joachim Brand
- 1558: Christoph Kellinghusen
- 1559: Lucas Beckmann, Johann von Spreckelsen
- 1561: Johann Hartig
- 1562: Lorenz Witteneven
- 1563: Paul Vaghet, Hinrich Wittekop
- 1564: Jürgen Witte
- 1566: Hinrich Koep, Meino von Eitzen d. J., Cord Bestenborstel
- 1567: David Grote
- 1568: Reymer Tuusen
- 1569: Hinrich Tamme, Jakob von der Peltzen
- 1570: Jakob Prigge
- 1571: Hinrich Rode
- 1572: Antor Peters
- 1574: Barteldt Busch
- 1577: Wilhad Hartken
- 1578: Simon van Dulmen
- 1579: Hans Eggers, Johann Moller
- 1581: Franz Jügert
- 1582: Hans von Bergen, Jürgen vom Holte
- 1583: Claus Scharmbecke
- 1586: Daniel von Eitzen
- 1589: Hieronymus Reinstorp
- 1590: Eberhard Esich
- 1591: Lucas Beckmann, Joachim Langermann
- 1592: Albert Hackmann
- 1593: Peter Muhle
- 1595: Albert von der Fechte[5]
- 1596: Albert Willers, Claus Stemshorn
- 1597: Hans Scherrenberch, Paridom vom Kampe
- 1599: Erich Soltow

### 17. Jahrhundert
- 1600: Henning Heldt

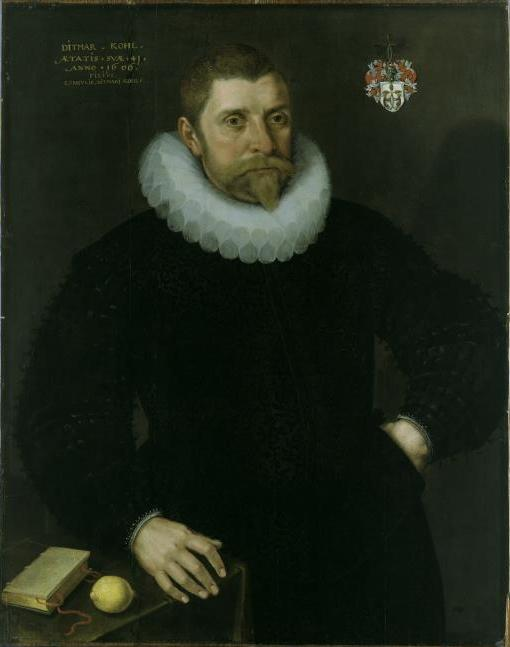
Ditmar Koel (auch Dithmar Kohl, Enkel von Bürgermeister Ditmar Koel), Oberalter 1619, gemalt 1606 von David Kindt

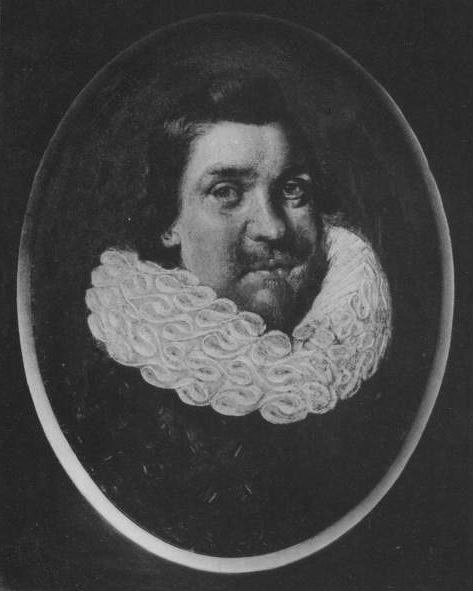
Paul Amsinck, Oberalter 1681

- 1602: Johann Wetken, Albert Wittekop
- 1604: Jakob Eggers
- 1605: Otto Sillem
- 1606: Johann Koep, Johann Münden
- 1607: Johann Tunemann, Frederik Telemann
- 1608: Vincent von Spreckelsen
- 1609: Johann vom Kampe, Johann Langenbeck, Hans Schaffshausen
- 1610: Jeronymus Knakerügge
- 1611: Andreas Schröder
- 1612: Diederich Suermann, Hinrich Stampeel
- 1614: Jochim Busch, Peter Röver, Hinrich Bekendorp
- 1615: Meino von Eitzen, Wilhelm von Düten
- 1616: Johann Spitzenberch
- 1617: Jochim Mule
- 1618: Diederich Moller, Peter von Spreckelsen, Joachim Hartiges, Albert Bekendorp
- 1619: Joachim Wichmann, Hinrich Herinck, Dithmar Kohl
- 1621: Eler Esich, Joachim Bare
- 1622: Johann Frederichs
- 1623: Johann Rump
- 1625: Caspar von der Fechte
- 1626: Hinrich Schwelund, Joachim Twestreng, Jürgen Schrötteringk
- 1627: Jochim Elvers, Johann Garmers
- 1628: Matthäus Sillem, Johann Wetken
- 1629: Claus Schulte
- 1631: Andreas Tegge
- 1632: Peter Juncker
- 1633: Hermann Rentzel
- 1634: Johann Wichmann
- 1637: Jürgen vom Holte
- 1638: Johann Hanses, Hermann von Eitzen
- 1639: Friederich Hartken, Detleff Heldt
- 1641: Andreas Schroeder, Hans Landerhusen, Jakob Stenwick
- 1642: Hermann Langenbeck, Hein Sillem, Johann Lütkens
- 1643: Detleff Heldt
- 1644: Jochim Beckmann, Jürgen Stampeel
- 1645: Jürgen Möller
- 1647: Hinrich Wichmann
- 1648: Albert Schulte
- 1649: Magnus Hornmann
- 1650: Garleff Langenbeck, Diederich Schrötteringk, Johann Moller, Nikolaus Sillem
- 1652: Nikolaus von der Fechte, Jürgen vom Holte
- 1653: Peter von Spreckelsen, Heinrich Busch, Jürgen Schrötteringk
- 1655: Paulus Langermann, Hieronymus Meurer
- 1657: Diederich Basmer
- 1658: Basilius von dem Bostel
- 1660: Johann Bostelmann
- 1661: Hinrich Sillem
- 1662: Peter Kentzler, Hermann Rentzel
- 1663: Lorenz Wördenhoff, Jobst von Lengercke
- 1665: Joachim Anckelmann
- 1666: Otto Sillem, Georg Becceler
- 1667: Hinrich Grote, Diederich Hoppe, Hinrich Kentzler, Jobst Brandt, Nikolaus Krull
- 1668: Albert Wulff
- 1669: Jürgen Schrötteringk
- 1670: Cornelio Langermann, Diederich Schelhammer, Casten Busch, Johann Stael
- 1671: Johann Möllmann, Jürgen Kellinghusen
- 1673: Hinrich Matfeldt
- 1674: Cord Vegesack
- 1675: Johann Pape
- 1676: Hans Erlenkamp, Hans Bickel
- 1677: Marcus Peters
- 1678: Diederich Stael, Nikolaus Ludwig Rulant
- 1679: Detleff Brasche, Anton Wagener
- 1680: Zacharias Sökelandt, Johann Koch, Daniel Witte, Johann Rumpff, Jochim Stemann, Nikolaus von Beseler, Claus Dee, Hinrich Jacobsen
- 1681: Wilhelm Stadlander, Paul Amsinck
- 1682: Joachim von Spreckelsen, Hans Christoph Weissbach
- 1684: Wilcken Willer
- 1685: Hieronymus Lustig, Hans Christoph Mackh, Hans Jacobsen
- 1687: Christian Köthen, Jürgen Helmcke, Christopher Nootnagel
- 1688: Claus Wiegerss
- 1690: Caspar Anckelmann, Guilliam Vegesack, Johann Pell, Johann Kentzler, Hans Lambrecht
- 1691: Ludwig Becceler
- 1693: Johann Hering (Herinck), Johann Cordes, Albert Oldenburg, Johann Sellhoff
- 1694: Hartwig Stael, Albert Cohlbrant
- 1695: Roloff Knust, Hinrich Schlicht, Paulo Goldener
- 1696: Andreas Dathe
- 1697: Peter Carstens, Gerd Lente
- 1698: Hans Witte
- 1699: Hans Heydtmann

### 18. Jahrhundert
- 1700: Berend Krop, Christoffer Meyer
- 1702: Nikolaus Wunderlich, Johann Hökenkamp, Friedrich Wahn
- 1704: Georg Kopp
- 1706: Jakob Brommer
- 1707: Johann Prigge
- 1710: Matthias Mutzenbecher, Daniel Junker, Eibert Tieffbrunn, Conrad Ester
- 1711: Albert Schrötteringk
- 1712: Georg von der Meden, Johann Corfinius, Frans Bostelmann
- 1714: Christoff Darnedden, Andreas Meckenhäuser, Carl Peinhorst
- 1715: Johann Christoph Pfautzsch
- 1716: Patrik Bey
- 1719: Vincent Moller, Claus Stolley
- 1720: Peter Jacobsen, Jochim Steinkopff, Eberhard Pacher, David Geissmer
- 1721: Cord Rohde, Jochim Brüning
- 1722: Claes Makens, Joachim Persent
- 1723: Barthold Johann Bauch, Paridom vom Kampe, Hinrich Peter Kentzler
- 1726: Johann Caspar Weber
- 1727: Arnold Brüning, Hieronymus Lustig, Reinhold Brandt
- 1729: Johann Guhl, Johann Conrad Steckelmann, Cord Meyer, Samuel Klug, Philipp de Dobbeler, Matthias Böchmann, Nikolaus Jante
- 1734: Christoffer Lüttmann, Johann Behrmann
- 1735: David Doormann, Johann Friedrich Natorp
- 1738: Lucas Beckmann
- 1739: Christian Seyler
- 1740: Johannes Dresky, Daniel Schiebeler
- 1741: Johannes Dominicus Gaartz
- 1743: Johannes Diederich Cordes, Christian Brockes, Wilhelm Matfeldt
- 1744: Johann Hinrich Paulsen
- 1746: Eibert Tieffbrunn, Johann Stöver
- 1747: Philipp Hinrich Stenglin
- 1749: Jakob Singelmann, Andreas Jacobsen
- 1750: Ratje Richters
- 1751: Peter Neuhaus, Diederich von Spreckelsen
- 1752: Martin Gabriel Tielcke
- 1753: Johann Joachim Bühring, Hinrich Otto Seumnicht, Lorenz Poppe, Bernhard Hieronymus Luyders
- 1754: Hans Albers
- 1755: Christian Ludwig Fürstenau
- 1756: Raetcke Grotjan
- 1757: Diederich Heymann, Jürgen Schultz, Claus Dee
- 1758: Johann Philipp de Dobbeler
- 1759: Peter Johann Movers
- 1760: Joachim Kähler, Joachim von den Steenhoff, Johann Jürgen Berndes, Philipp Boetefeur
- 1761: Joachim Kellinghusen, Matthias Klefeker
- 1764: David Friedrich Klug, Christian Rohde, Johann Fleischmann
- 1766: Diederich Brandenburg, Martin Bernhard Printz, Hinrich Strunck, Bernhard Riecke, Hermann Christian Printz
- 1768: Walther Thode, Hinrich Reese, Johann Peter Trappe, Johann Koep, Daniel Poppe
- 1769: Lorenz Spieckerhoff
- 1770: Johann Christian Giese
- 1771: Peter Gülich
- 1772: Matthias von Döhren
- 1773: Andreas von Beseler
- 1774: Paul Hinrich Trummer, David Doormann
- 1776: Johann David Petzold, Vincent Cramer
- 1777: Lucas Hinrich Eding, Julius Peter Stampeel
- 1778: Albert Möller, Vincent Bulle, Nikolaus Adolph Schmidt, Johann Hinrich von Essen
- 1779: Johann Lustig, Johann Friedrich Schrader
- 1780: Johann Conrad Klinck
- 1781: Thomas Hoffmann, Johann Georg Feistkorn, Philipp Schlüter, Jacob Hinrich Hudtwalcker, Garlieb Amsinck, Johann Gottlieb Gerhard
- 1782: Johann Bostelmann
- 1783: Hinrich Jönsen, Franz Andreas Prale, Marcus Oldenburg, Friedrich Justus
- 1784: Detlof Nordthoff, Christian Reiners
- 1786: Adolph Schlüter, Joachim Friedrich Cunitz, Joachim Matthias Hasse, Johann Philipp Tietjens
- 1787: Peter Joachim Heymann, Moritz Nikolaus Hartung, Paridom Daniel Korn, Johann Nicolaus Kahrs
- 1789: Peter Wortmann, Peter Hinrich Jürgensen, Johann Christoph Carl Meyer, Rudolph Amsinck, Heino Christian Brandenburg
- 1790: Hans Jürgen Schröder, Simon Henning Brauer
- 1791: Balduin Balthasar Goedecken
- 1792: Friedrich Carstens, Johann Joachim Tecklenburg
- 1793: Johann Peter Seydler
- 1794: Michael Harmensen
- 1795: Johann Friedrich Tonnies, Heinrich Kühl, Paul Köster, Johann Rudolph Berndes
- 1797: Claes Bartels
- 1799: Franz Klefeker, Joachim von den Steenhoff

### 19. Jahrhundert

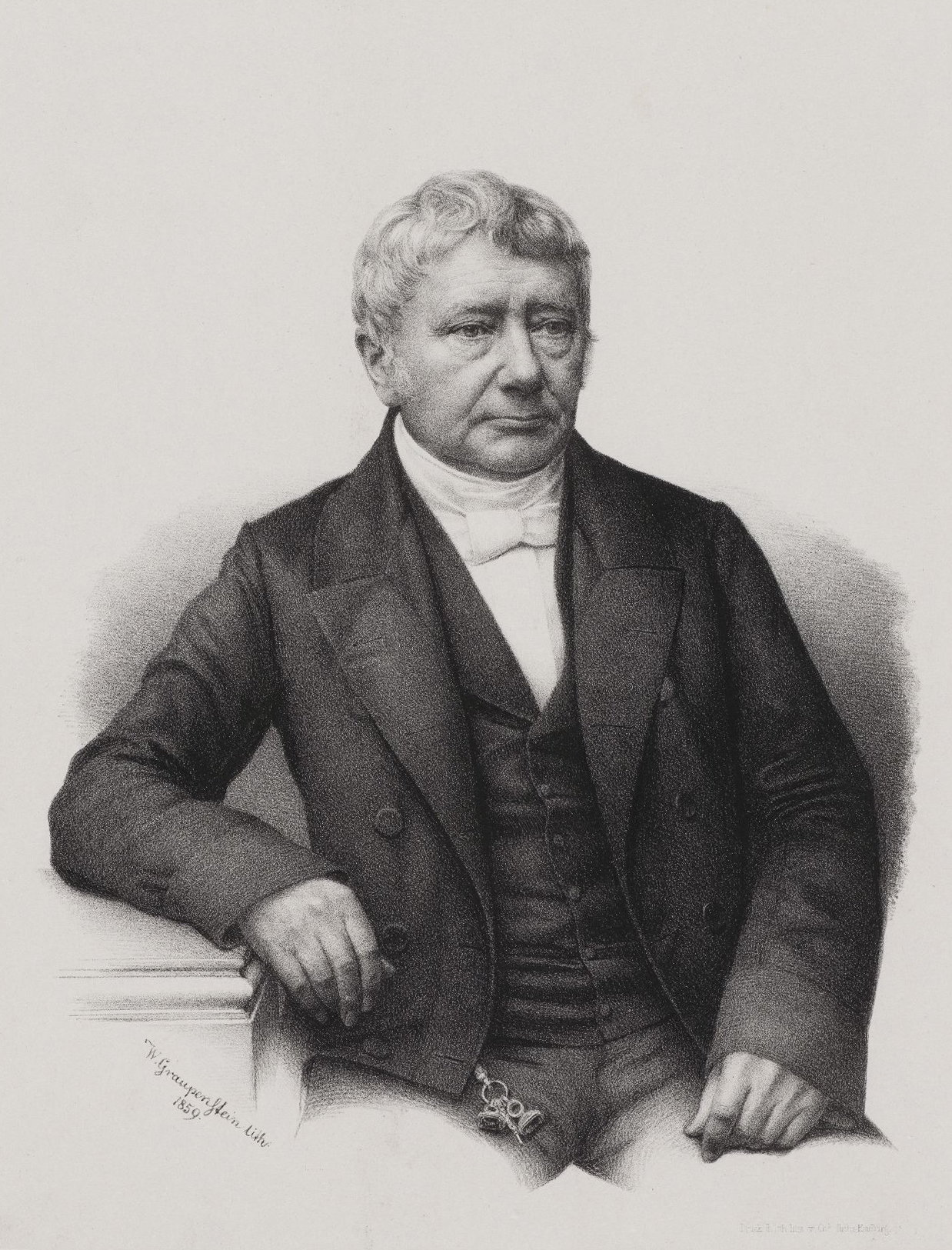
Georg Johann Heinrich Siemers, Oberalter 1847, Lithographie von Friedrich Wilhelm Graupenstein

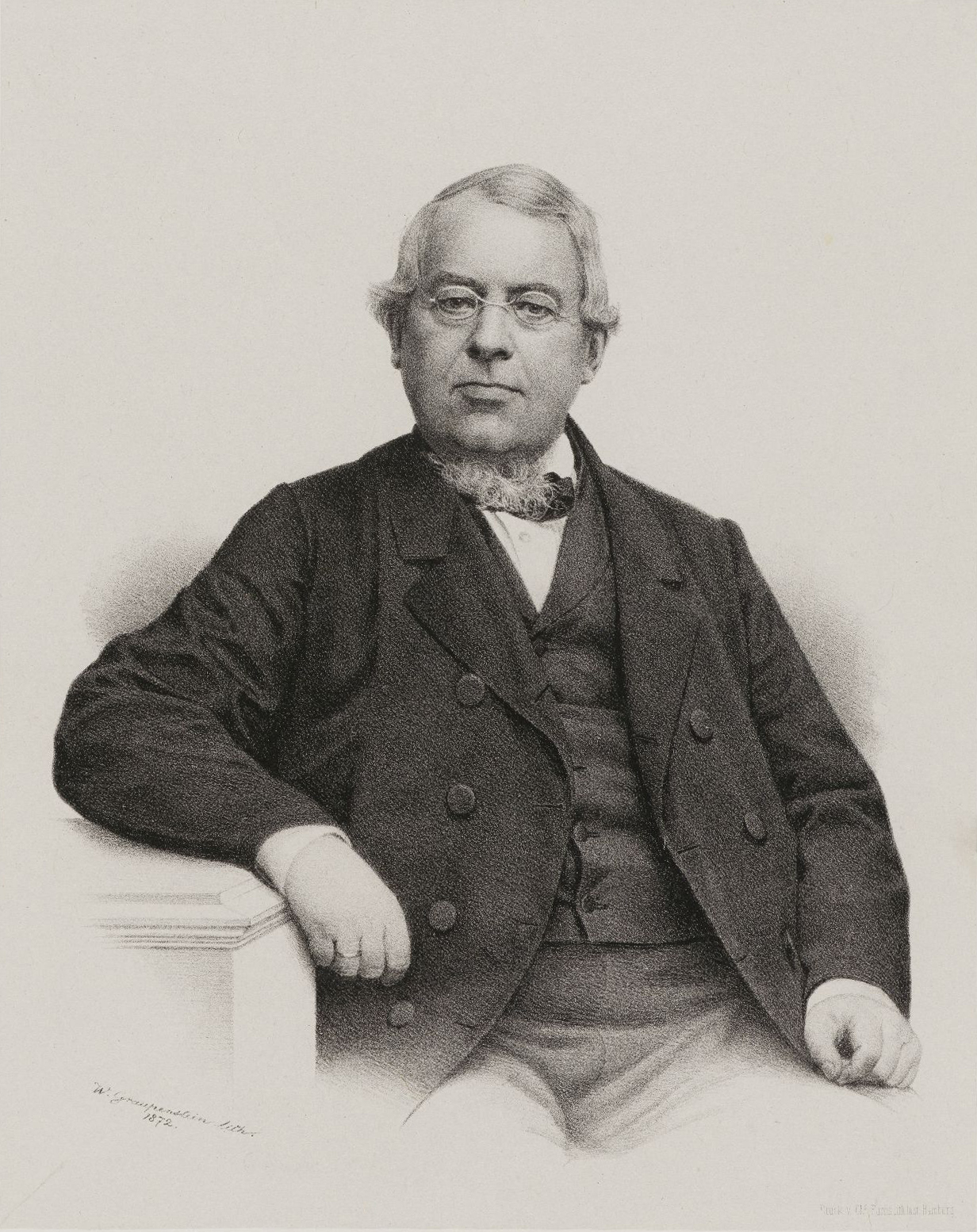
Johann Roosen-Runge, Oberalter 1857, Lithographie von Friedrich Wilhelm Graupenstein

- 1800: Johann Nikolaus Kiesewetter, Johann Heinrich Matthias Färber, Marx Grave, Wilhelm Hinrich Ide
- 1802: Johann Hockmeyer, Nikolaus Mertens, Johann Matthias Bargmann
- 1803: Johann Jakob Mylius
- 1804: Johann Ludwig Fürstenau
- 1805: Friedrich Carl Herrmann, Michael Feldtmann
- 1806: Julius Diederich Flickwier, Johann Gotthard Martens
- 1807: Adolph Friedrich Minder
- 1808: Siegmund Diederich Rücker, Gottlieb Gerlach
- 1809: Hermann Riecke, Johann Friedrich Droop
- 1810: Frans Doorman, Hinrich Haanwinckel
- 1814: Heinrich Kühl, Otto von Axen, Christian Hinrich Lohmann, Johann Gottfried Schramm, Johann Caspar Gläser, Hermann Flügge
- 1816: Peter Daniel Prale
- 1817: Peter Bauch
- 1818: Christoph Hasse
- 1819: Walther Peter Möller
- 1820: Christian Gottfried Ulrich
- 1821: Johann Benjamin Neumann, Johann Wilhelm Möller, Johann Lucas Krüger, Walther Philipp Schlüter
- 1823: Andreas Ehrenfried Martens, Johann Anthon Schmidt, Johann Conrad Sievert
- 1824: Johann Diedrich Söhlmann
- 1825: Johann Hinrich Böckmann
- 1826: Vincent Matsen
- 1827: Peter Jakob Petersen, Johann Andreas von Beseler
- 1828: Zimbert Joachim Steetz, Georg Ehlert Bieber, Johann Otto Bieber
- 1829: Georg Nikolaus Mohr, August Schwalb
- 1831: Diederich Masendorff
- 1832: Jürgen David Meyer, Hermann Friedrich Justus, Johann Peter Westermann
- 1833: Georg Knorre
- 1834: Friedrich Heeren
- 1835: Carsten Wilhelm Soltau
- 1836: Johann Nikolaus Christian Brandenburg
- 1837: Peter Friedrich Röding
- 1838: Nikolaus Heinrich Burmester, August Wilhelm Geier
- 1840: Diederich Heinrich Moenck
- 1841: Georg Tiedemann, Johann Jürgen Nikolaus Albrecht
- 1842: Jakob Hinrich Gläser, Jürgen Nikolaus Sthamer
- 1843: Johann Joachim Schmidt, Carl Philipp Heinrich Möring, Gerhard von Hoßtrup
- 1844: Anton Diedrich Schröder
- 1845: Johann Carl Jacobj, Johann Christian Brockmann, Carl Andreas Prale
- 1846: Johann Christian Hinsch, Carl Philipp Kunhardt
- 1847: Georg Johann Heinrich Siemers, Johann Martin Stoppel, Friedrich Jakob Tesdorpf
- 1849: Michael Garben
- 1850: Friedrich Hinrich Suse
- 1851: Gustav Schmidt, Carl Friedrich August Loehr
- 1854: Johann Schäffer, Frans Heinrich Schlüter
- 1855: Johann Georg Friedrich Goering, Johann Heinrich Gläser
- 1856: Heinrich Friedrich Oldermann, Octavio Rudolph Schröder
- 1857: Diederich Bieber, Ernst Albers, Johann Roosen-Runge
- 1858: August Laurentius Koch
- 1861: Wilhelm Weinkauf
- 1862: Johann Christian Söhle, Georg Wilhelm Hinrichs
- 1863: Johann Hinrich Martin, Nicolaus Brandt
- 1867: Guido Wolff, Johann Friedrich Ludwig Riedel
- 1870: Hinrich Böckmann
- 1871: Johann Carl Sasse, Johann Conrad Warnecke, Johannes Eduard Paul
- 1872: Wilhelm August Schmidt
- 1873: Carl Ludwig Daniel Meister, Wilhelm Gossler
- 1874: Carl Woermann, Cipriano Francisco Gaedechens
- 1875: Alexander Friedrich Wilhelm Röpe
- 1876: Rudolph Christian Brockmann
- 1877: Eduard von Ewald, Adolph Oberdörffer
- 1880: August Cordes, Heinrich Brauss
- 1882: Otto Fehlandt
- 1884: Johann Nicolaus Stiller, Heinrich Bösch
- 1886: Anthon Schröder
- 1887: Hermann Binder, Georg Heinrich Ferdinand Creutzburg
- 1890: Friedrich Carl Matthias Marcus
- 1891: Hermann Theodor Brauer, Anton Heinrich Kellinghusen
- 1892: Otto Luck
- 1893: Oskar Ruperti
- 1894: Hermann Wehncke, Edmund Krüss
- 1895: Christopher Remmers, Martin Söhle, Eduard Brackenhoeft
- 1896: Otto Meier
- 1897: Georg Eduard Lembcke, Wilhelm Nottebohm, Adolph Klentzke
- 1899: Hugo Krüss

### 20. Jahrhundert
- 1900: Arthur Lutteroth, Julius Völschau
- 1901: Georg Ahrens
- 1903: Max Lorenz-Meyer
- 1904: Johannes Heinrich Georg Biehl, Gustav Crasemann
- 1905: Theodor Kelting, Edmund Siemers, Caesar Marquard
- 1906: Christian Stegelmann
- 1907: Caesar Amsinck, Alphons Mittelstrass
- 1911: Conrad Hermann Tietgens, Hermann Bruntsch
- 1912: Oscar Völckers
- 1913: Oscar Booth
- 1914: Jens Jacobsen
- 1915: Peter Heinrich Nölting
- 1919: Heinrich von Reiche, Hermann Theodor Messtorff, Heinrich Carsten Schultz
- 1922: Julius Otto Fahr, Heinrich Adolf Johannes Griem
- 1923: Wilhelm Fromm, Hennig Schween, Paul Winter
- 1924: Heinrich Schröder
- 1925: Bruno Schröder, Ernst Bauer
- 1926: Carl Mathies
- 1929: Max Räuper
- 1930: Alfred Müller, John von Berenberg-Gossler, Theodor Rosenbaum
- 1931: August Schröder
- 1932: Theodor Eggers
- 1934: Johannes von Karpf
- 1935: Eduard Hallier
- 1936: Theodor Grapendorf, Kurt Siemers
- 1938: Arnold Brock, Paul Sieveking, Johannes de Voss
- 1941: Hugo Dölberg, Alfred Beyerlein
- 1942: Hans Otte, Hermann Albers
- 1943: Fritz Rabe, Ernst Landgraf
- 1944: Hans-Henning von Pressentin
- 1945: Peter Christiansen, Gerhard Luetkens
- 1946: Edmund Krüss, Wilhelm Nottebohm
- 1948: Hermann Willink
- 1949: Emil Vorwald, Karl Hartwig, Rudolf Moeller
- 1950: Peter Schmidt
- 1953: Jeannette Ertel geb. Behrmann
- 1956: Ulrich Beukemann
- 1957: Eduard Buhbe
- 1958: Bertram Krause
- 1959: Herbert Hey, Wolf Harm
- 1960: Hans Ehlers, Heinrich Lappenberg
- 1963: Mildred Felix-Gossler geb. Gossler, Erwin Krohn
- 1966: Hans-Reimer Sievers, Edgar Uhle
- 1968: Walter Christiansen
- 1970: Ilse Schrader geb. Greeven, Margot Krahn geb. Bögel, Reinhard Krahn
- 1973: Heinz Stark
- 1974: Heino Hauschildt, Rudolf Haas
- 1975: Johannes Sieveking
- 1978: Kurt Meyer, Martin Schöffel, Hans-Jürgen Casper, Herbert Schröder
- 1979: Fritz-Lorenz Rabe, Kurt Meissner
- 1980: Werner Klie, Georg Wiarda
- 1981: Helmut Haeckel
- 1983: Hans-Jürgen Gehrts, Wilfried Lobsien
- 1985: Erika Sierig geb. Kellner
- 1988: Ivo von Trotha, Jens Warnholtz
- 1989: Christiane Nelle
- 1990: Detmar Brandi
- 1992: Paul Gerhard Fiebig
- 1994: Jutta Wieters-Schrader geb. Schrader, Gerd Meißner, Martina Krüss-Leibrock geb. Krüss
- 1997: Hans-Joachim Seeler, Hans Günther Caspar
- 1999: Jürgen Timme

### 21. Jahrhundert
- 2019: Michael Labe, Martina Krüss-Leibrock, Detlev Burkart, Alk Friedrichsen, Ulrich Hagenah, Sophie Hanzig, Christiane Hoffmann, Daniel Kaiser, Roland Keich, Birgit Pagels, Axel Pfeifer, Sabine Stratmann, Bernd Struß, Karin Frfr. Voith von Voithenberg, Doris Wittlinger